# Campeonato Baiano 1936
In 1936 werd het 32ste Campeonato Baiano gespeeld voor voetbalclubs uit de Braziliaanse staat Bahia. De competitie werd gespeeld van 16 juni tot 27 december en werd georganiseerd door de FBF. Bahia werd kampioen. 

## Eindstand
| Plaats | Club                   | Wed. | W  | G | V | Saldo | Ptn. |
| ------ | ---------------------- | ---- | -- | - | - | ----- | ---- |
| 1.     | Bahia                  | 12   | 11 | 0 | 1 | 46:19 | 22   |
| 2.     | Galícia                | 12   | 7  | 3 | 2 | 22:15 | 17   |
| 3.     | Botafogo               | 12   | 6  | 2 | 4 | 35:22 | 14   |
| 4.     | Ypiranga               | 12   | 6  | 1 | 5 | 30:28 | 13   |
| 5.     | Vitória                | 12   | 4  | 1 | 7 | 34:22 | 9    |
| 6.     | Brasil                 | 12   | 2  | 1 | 9 | 26:46 | 5    |
| 7.     | Fluminense de Salvador | 12   | 1  | 2 | 9 | 12:53 | 4    |

|  | Kampioen |

## Kampioen
| Campeonato Baiano de 1936 |
| ------------------------- |
| BAHIA 4º Titel            |